# Altes Rathaus (Stetten im Remstal)

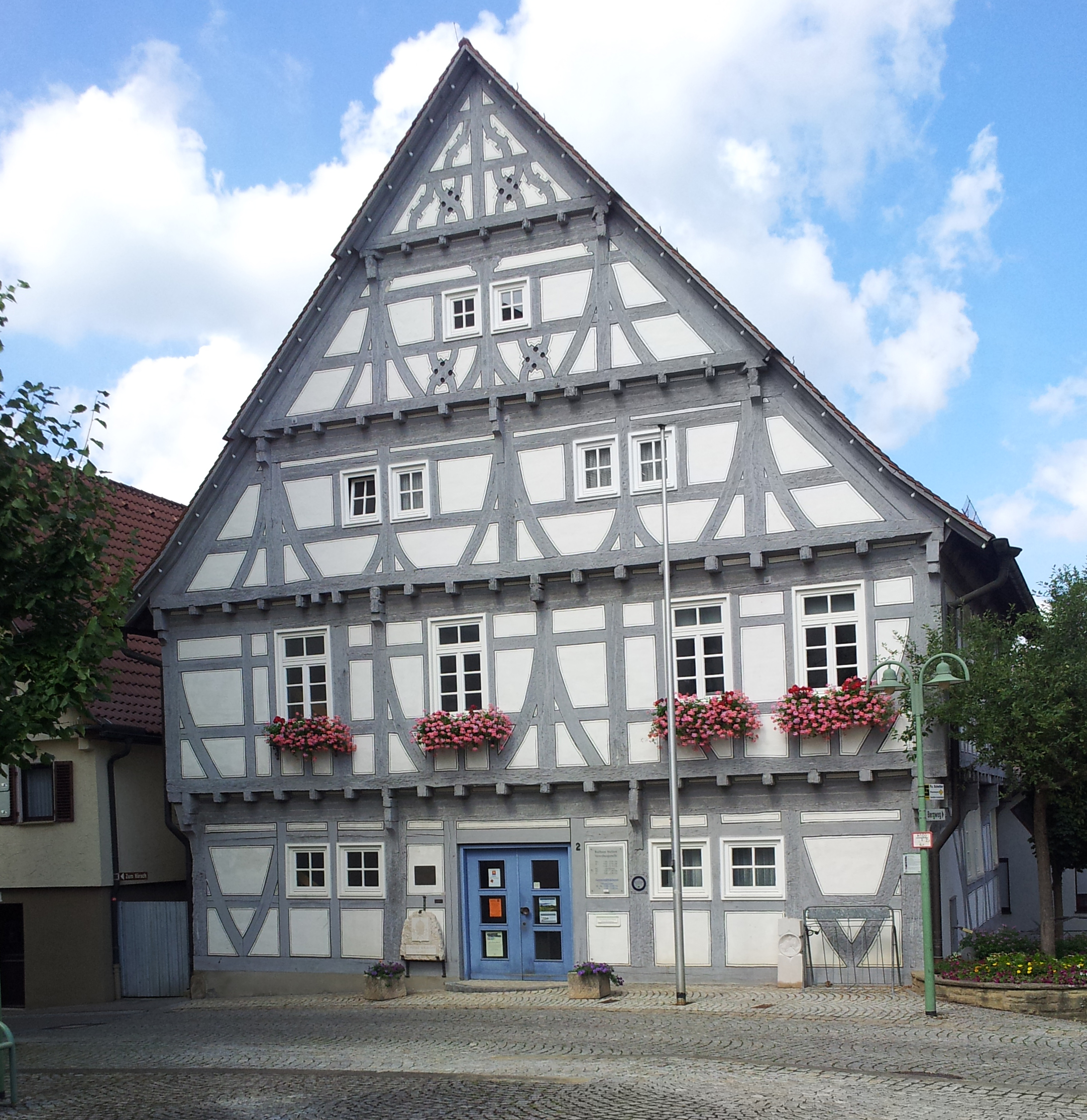
Altes Rathaus in Stetten

Im Ortskern des Kerner Ortsteils Stetten, unweit der St.-Veits-Kirche und des St.Pierre-Platz befindet sich das alte Rathaus.

## Geschichte
Der Bau des Gebäudes wurde durch ein dendrochronologisches Gutachten auf das Jahr 1520 datiert. Es wurde im alemannischen Fachwerkstil erbaut. Im Gebäude wurden zahlreiche Artefakte aus der Zeit um 1550 bis 1900 entdeckt. 1698 und 1707 wird es als Rathaus erwähnt. Vor dem 19. Jahrhundert war das Erdgeschoss offen und wurde für Verkaufsstände der Händler genutzt. Anschließend wurde das Geschoss zugemauert. Dieses wurde dann für die örtliche Feuerwehr und für die öffentliche Waage genutzt. 1923 wurde das Gebäude komplett, einschließlich des Fachwerks verputzt. Von 1993 bis 1995 folgte eine Renovierung. Im Zuge dieser wurde 1995 das Fachwerk wieder freigelegt.

## Das Gebäude
Das Erdgeschoss wird heute Gemeindebüro der Gemeindeverwaltung Kernen genutzt.
Im ersten Stockwerk befand sich die Amtsstube des Schultheiß und des Kämmerers. Dort befindet sich eine Wandbemalung im Stil der Renaissance, welche aus der Bauzeit des Gebäudes stammt und seit der Restaurierung wieder gezeigt wird. Das erste Obergeschoss wird heute zur Trauung genutzt. Ebenfalls in diesem Stockwerk befindet sich heute, im ehemaligen Tanzsaal die Ortsbücherei.
Das zweite Obergeschoss wurde als Registratur und Ortsgefängnis genutzt. Das Gefängnis ist mit einem Ofen ausgestattet. Darin befinden sich ebenfalls Hand- und Fußketten aus Eisen aus dem Jahre 1840. Die Zelle wurde vermutlich bis zum Ersten Weltkrieg genutzt.
Heute befindet sich in dieser Etage das Gemeindearchiv.
Das dritte Obergeschoss wird heute als Veranstaltungsraum (für bis zu 60 Personen) genutzt.
Vor dem Gebäude steht ein Gedenkstein zum 750-jährigem Jubiläum von Stetten aus dem Jahre 1991. Außerdem befindet sich dort ebenfalls ein Gedenkstein für die Kerner Partnerstadt Saint-Pierre-d’Albigny.
Jedes Jahr an Weihnachten wird das alte Rathaus als Adventskalender dekoriert.

## Bilder

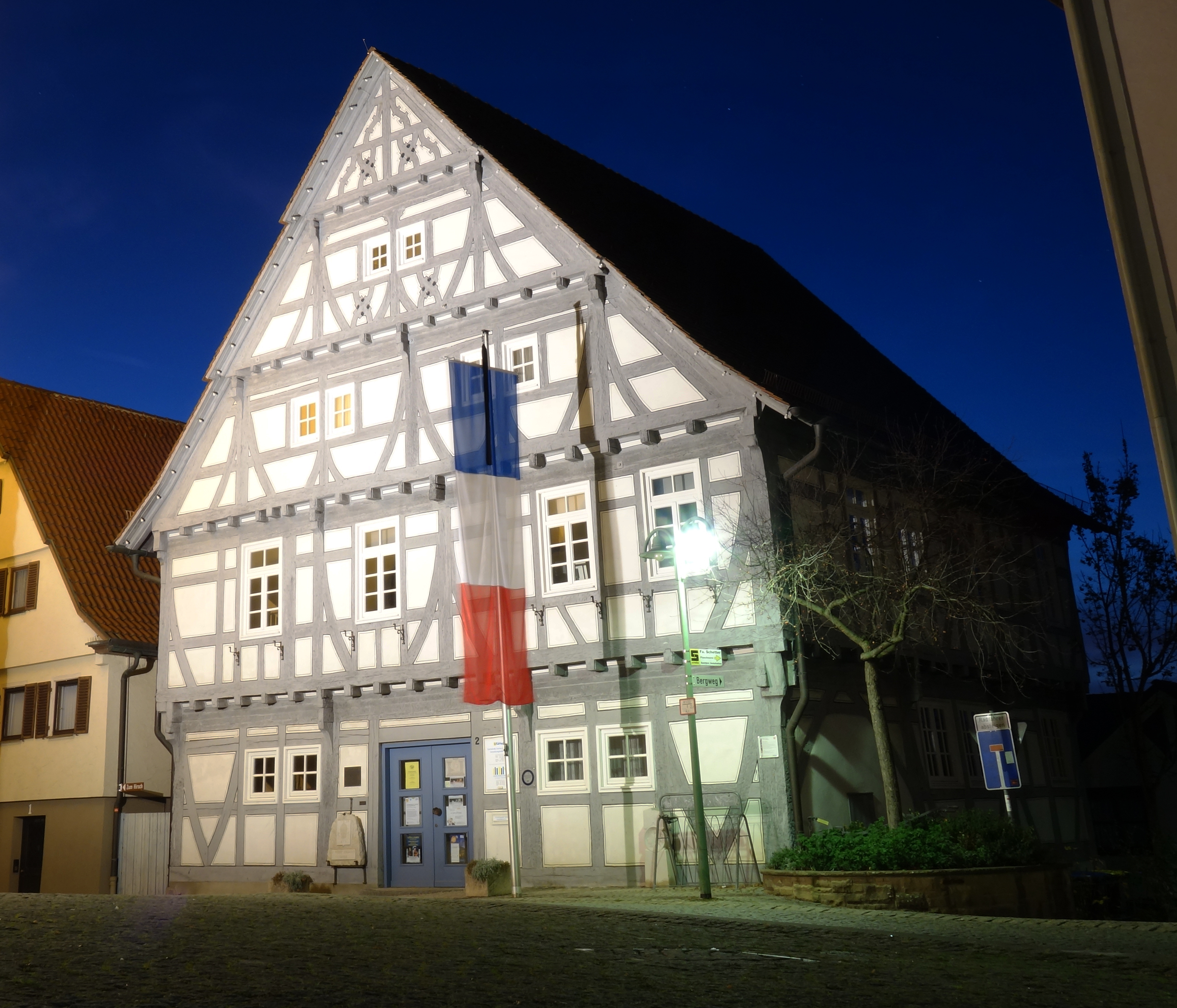
nachts; mit französischer Nationalflagge in Gedenken an die Terroranschläge in Paris
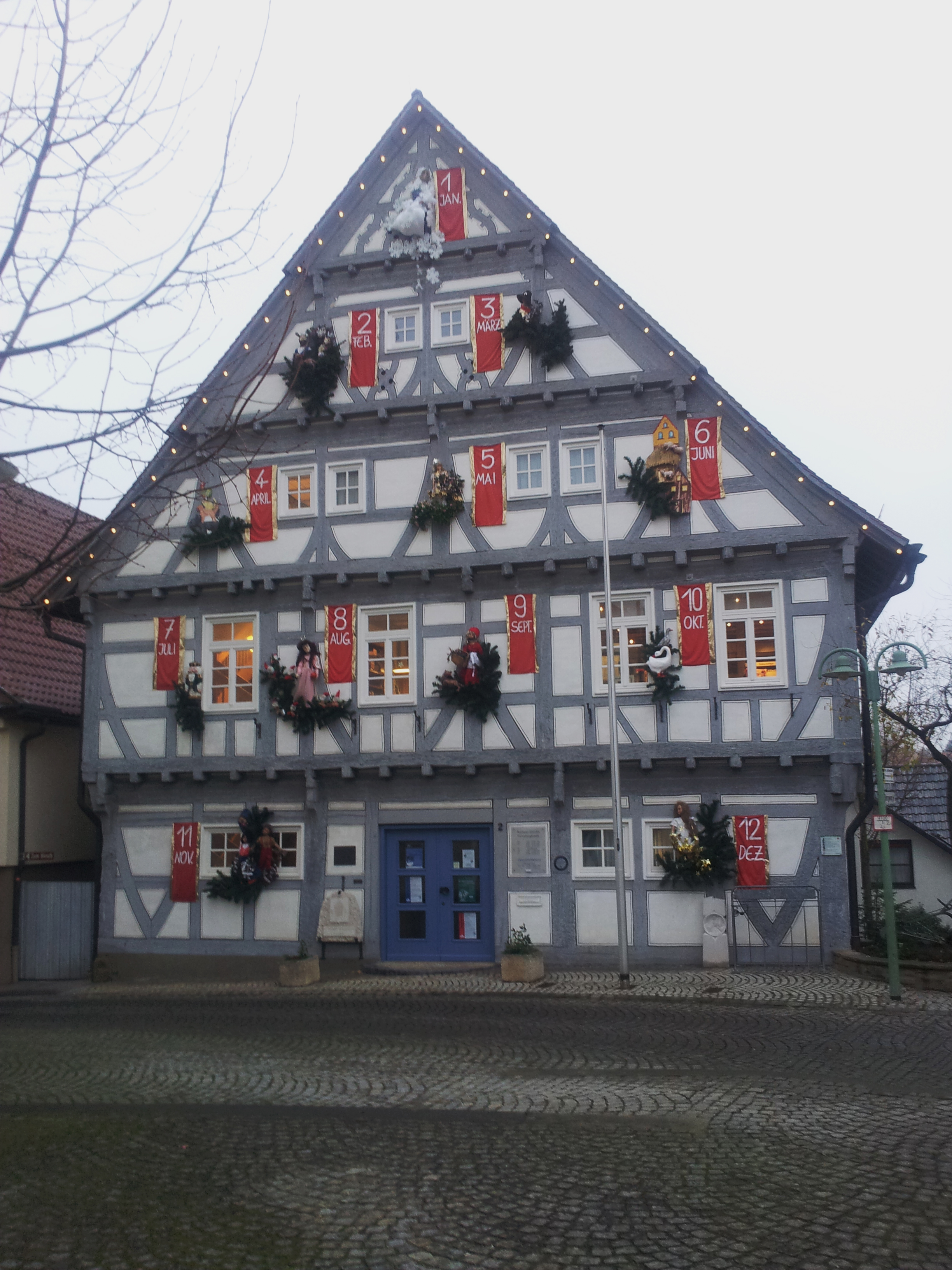
Als Adventskalender dekoriertes altes Rathaus
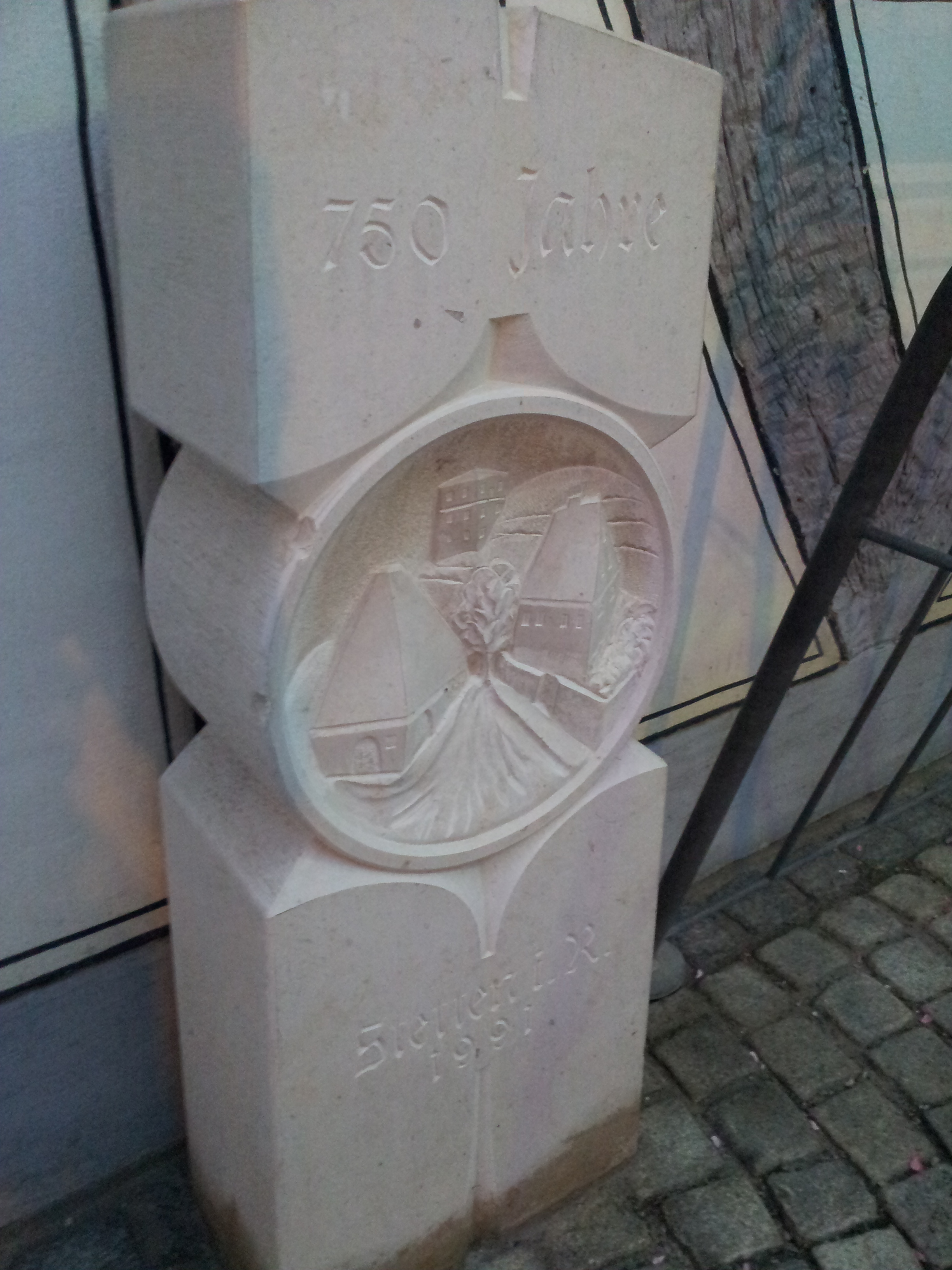
Gedenkstein 750 Jahre Stetten
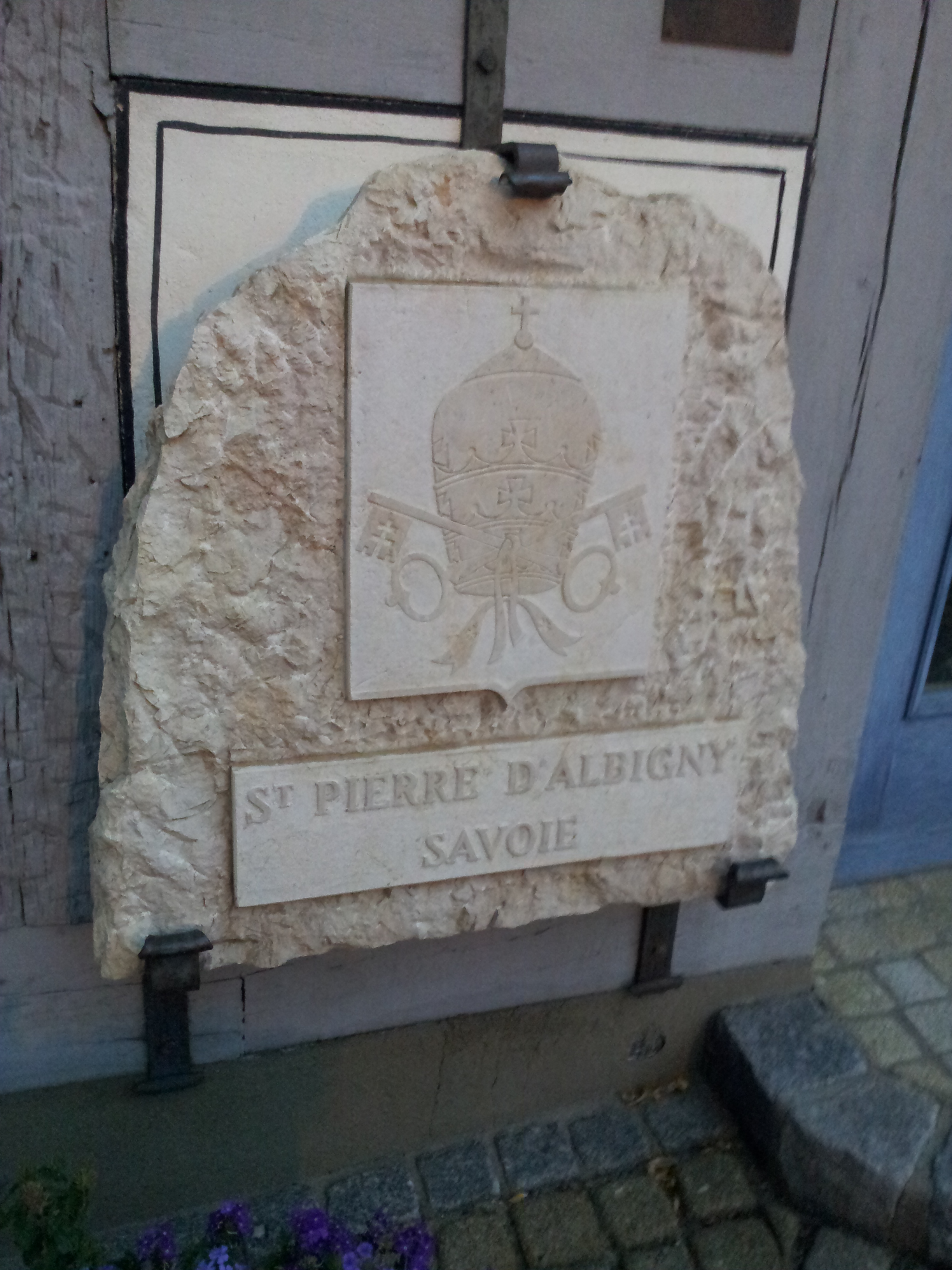
Gedenkstein Saint-Pierre-d’Albigny
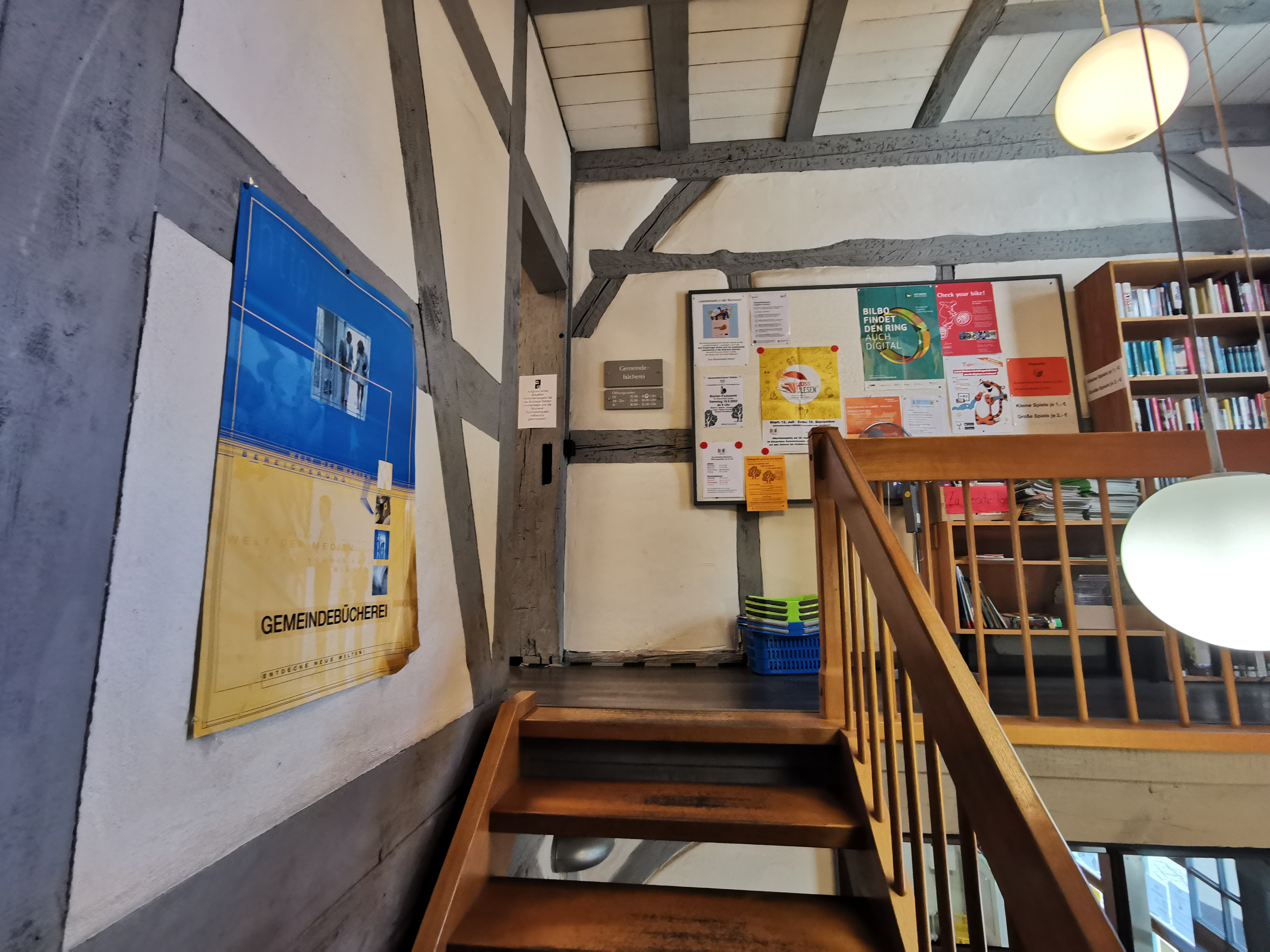
Eingang zur Gemeindebücherei